# Батирево (Кізнерський район)
Бати́рево (рос. Батырево) — присілок в Кізнерському районі Удмуртії, Росія.
Населення становить 55 осіб (2010, 82 у 2002).
Національний склад (2002):
- удмурти — 89 %

Урбаноніми:
- вулиці — Зарічна, Соснова, Центральна